# Guillaume IV de Flavacourt
Guillaume IV de Flavacourt (... – Rouen, 1º maggio 1359) è stato un arcivescovo cattolico francese.

## Biografia
Guillaume IV de Flavacourt nacque da una nobile famiglia di Vexin: figlio di Guillaume, signore di Flavacourt e Jacqueline du Fay, nonché pronipote di Guillaume II de Flavacourt, arcivescovo di Rouen dal 1276 al 1306.
Divenne canonico della cattedrale di Rouen, senza dubbio durante l'episcopato del prozio prima del 1306, poi arcidiacono, titolo che mantenne fino alla sua nomina episcopale. Il futuro re Carlo IV lo designò come arcivescovo di Rouen nel 1318, ma papa Giovanni XXII nominò Guillaume de Durfort, sostenuto dall'allora re Filippo V.
Il 9 luglio 1319 fu nominato vescovo di Viviers; il 16 giugno 1322 fu trasferito alla diocesi di Carcassonne. Il 26 agosto 1323 papa Giovanni XXII lo nominò arcivescovo di Auch, ruolo ricoperto abitualmente da membri della casata di Armagnac, grazie sempre al sostegno del re Carlo IV. Nel 1319, comunque, il capitolo elesse Ruggero d'Armagnac, elezione che non fu legittimata dal Papa.
Dal 1325 al 1356 fu governatore della Linguadoca, capitano e luogotenente nel 1340, luogotenente del re nel 1345, 1348 e 1350. Fondò nel 1343, per volontà di Papa Clemente VI, un bastide, ora scomparsa.
Il 18 gennaio 1357 papa Innocenzo VI lo nominò arcivescovo di Rouen, ruolo che ricoprì fino alla morte, il 1º maggio 1359. 
Un anno prima della sua morte, nel 1358, fondò il Collège des Bons-Enfants, un collegio per gli giovani poco abbienti, situato nei pressi di Porte Cauchoise.

## Stemma
| Image | Stemma |
| ----- | --- |
| \| \| | Guillaume IV de Flavacourt Vescovo di Viviers, di Carcassonne, arcivescovo di Auch, di Rouen e Primate di Normandia Al centro di uno scudo argentato, due pentafogli rossi ed un quadrato rosso decorato con una croce dorata. |
|       | |